# Ramon Genís i Bayés
Ramon Genís i Bayés (Vic, 1905 - 9 d'abril del 1959) fou un tecnòleg català especialitzat en la indústria de la pell.

## Obres
- Guadamaciles y cordovanes. Ausa. Vol.1, núm. 6 (1953), p. 246-256.
- El gremio de aluderos y guanteros de Vich. Ausa. Vol. 2, núm. 13 (1955), p. 110-120)
- Los curtidores y zurradores de Vich. Ausa. Vol. 2, núm. 17 (1956), p.293-300.
- Una Cofradía de mancebos zapateros y costureros en la Barcelona del siglo XIV. Portavoz del Gremio del Clazado de Barcelona (1956), p.31-36.
- El Gremio de curtidores y zurradores de Vich en la Edad Moderna. Ausa. Vol. 2, núm. 19 (1957), p. 397-409.
- La protección del cuero en la Barcelona del antaño. Boletín de la Asociación Química Española de la Industria del Cuero. Any VIII, núm. 50 (1957), p. 51-58.
- El ram de la pell a Vich. Vic: Patronat d'Estudis Osonencs, 1959.